# Južnobanatski upravni okrug
Južnobanatski upravni okrug (srpski: Јужнобанатски управни округ, Južnobanatski upravni okrug; mađarski: Dél Bánsági Körzet; slovački: Juhobanátsky okres; rusinski: Јужнобанатски окрух; rumunjski: Districtul Banatul de Sud) je okrug na sjeveroistoku Republike Srbije. Nalazi se u zemljopisnoj regiji Banat u AP Vojvodini.

## Općine
Južnobanatski okrug sastoji se od osam općina unutar kojih se nalazi 94 naselja.
Općine su:
- Pančevo
- Plandište
- Opovo
- Kovačica
- Alibunar
- Vršac
- Bela Crkva
- Kovin

## Stanovništvo
Prema podacima iz 2002. godine, stanovništvo čine:
- Srbi: 220,641 (70.28%)
- Rumunji: 21,618 (6.88%)
- Mađari: 15,444 (4.91%)
- Slovaci: 15,212 (4.84%)
- Makedonci: 7,636 (2.43%)
- Romi: 6,268 (1.99%)
- Jugoslaveni: 5,687 (1.81%)

## Kultura
Pančevo ima niz kulturnih institucija: Narodna knjižnica „Veljko Vlahović“, Povijesni arhiv i Zavod za zaštitu spomenika kulture.
Značajni kulturni spomenici ove regije su: 
- Manastir Vojlovica, građen 1405. godine
- Uspenska i Preobraženska crkva, iz 1811. godine
- Narodni muzej iz 1833. godine

## Vanjske poveznice
- Službena prezentacija općine Pančevo